# 陳洪猷
陳洪猷（1816年12月4日—？年），字升階，號均甫，行三，更名燮堃，四川重慶府綦江縣人，清代政治人物。官至陝西漢中府知府。現重慶市綦江區分水鄉金土村仍保存有陳洪猷進士牌坊，高達18米，是重慶市現存最大的牌坊。

## 生平
道光二十一年辛丑恩科（1841年）進士，改庶吉士，散館授廣西靈川縣知縣，調馬平縣知縣兼柳州通判，丁憂服𨴱揀發山東，陞任登州府同知，保陞知府，署青州府知府，七年改省陝西，因防堵有功，奉旨賞加道銜，署漢中府知府，籌餉出力奉旨補缺後以道員用。後來四川辦理重慶府屬團練防剿事宜，擊石達開逆破號匪，桑梓立功，積勞身故。誥贈光祿寺卿，晉贈資政大夫。
- 誥贈光祿寺卿晉贈資政大夫陳均甫夫子大人節畧
先生字均甫，囗囗囗，原名洪猷，明揚武將軍之囗囗囗，誥贈資政大夫藍田公之子，永型公之孫也，俊偉奇傑，忠孝仁廉，年十七補弟子員，旋由廩生選拔舉京兆尹，考取內閣中書，會試二甲進士。官翰林，時年二囗囗也，囗功名之利達有如此者，甲辰囗授靈川知縣，調署馬平兼囗柳州通判。回藉守制後，揀發山東，題補登州同知，委署青州知府，旋以道銜改發陝西漢中府，囗囗囗囗囗囗旨以道員用，循聲卓囗囗囗囗膚，其仕途之利達又如囗囗其囗，奏調來川辦理重屬團練防剿事宜，擊石逆破號匪，桑梓立功，積勞身故。德配馬夫人早沒，賴繼配朱夫人，以勤勞上達宸囗囗光祿寺卿，蔭一子知縣，其身囗囗囗榮囗如此此其中固有天囗囗然囗既歿矣，朱夫人前雖生囗囗囗只存一女名祿官，主器竟無人，說囗謂天之生人不無缺陷矣，乃越二年，先生之側室敖以遺腹而囗囗周更名紹恩，得以承蔭囗囗囗囗囗勻而穎異過人，復承囗囗囗囗命以原銜加囗請，誥封資政大夫，顯揚三代，並為囗建專祠，奉旨囗光於戲囗囗囗生者固毫無遺憾矣囗囗囗囗囗囗及防剿囗囗已載囗囗囗囗中纂入忠義囗內無復囗囗。
欽加同知銜揀選知縣乙亥科舉人受業王萬圉謹撰
欽賜囗囗國子監典簿銜恩進囗囗愚弟囗武齡謹書
光緒五年囗囗囗冬〇〇〇勒石